# Újezd u Svatého Kříže
Újezd u Svatého Kříže è un comune della Repubblica Ceca facente parte del distretto di Rokycany, nella regione di Plzeň.